# Eje Elgh
Eje Elgh (ur. 15 czerwca 1953 roku w Karlskoga) – szwedzki kierowca wyścigowy oraz redaktor telewizyjny komentujący w szwedzkiej telewizji wyścigi Formuły 1.

## Kariera
Elgh rozpoczął międzynarodową karierę w wyścigach samochodowych w 1975 roku od startów w Europejskiej Formule Super Vee. Z dorobkiem dziesięciu punktów uplasował się tam na piętnastej pozycji w klasyfikacji generalnej. W późniejszych latach pojawiał się także w stawce Formuły Super Vee Gold Cup, Formuły Super Vee Castrol Trophy, Szwedzkiej Formuły 3, Europejskiej Formuły 3, Brytyjskiej Formuły 3 BARC, Brytyjskiej Formuły 3 - Brands Hatch Paul Nicholas Trophy, Europejskiej Formuły 2, Brytyjskiej Formuły 3 BRDC Vandervell, Formula Atlantic Labatts Championship, Nowozelandzkiej Formuły Pacyfik, Grand Prix Monza, Volvo 240 Turbo Cup Sweden, 24-godzinnego wyścigu Le Mans, FIA World Endurance Championship, Grand Prix Makau, All Japan Sports-Prototype Championship, Japońskiej Formuły 2, European Touring Car Championship, World Sports-Prototype Championship, Japanese Touring Car Championship, All Japan Sports Prototype Car Endurance Championship, Japońskiej Formuły 3000, Asia-Pacific Touring Car Championship, Fuji Long Distance Series, Sportscar World Championship, 24-godzinnego wyścigu Daytona oraz IMSA Camel GTP Championship.
W Europejskiej Formule 2 Szwed startował w latach 1977-1982. Pierwsze punkty zdobył w 1978 roku, kiedy to raz stanął na podium. Uzbierane osiem punktów dało mu jedenaste miejsce w klasyfikacji generalnej. Rok później odniósł już jedno zwycięstwo. Dorobek szesnastu punktów dał mu dziewiąte miejsce w końcowej klasyfikacji kierowców. Po sezonie bez punktów, w 1981 roku Elgh czterokrotnie stawał na podium, w tym raz na jego najwyższym stopniu. 35 punktów pozwoliło mu stanąć na najniższym stopniu podium klasyfikacji generalnej. Rok później już nie punktował.
W sezonie 1979 roku Szwed pełnił funkcję kierowcy testowego ekipy McLaren w Formule 1.